# 國立臺中科技大學中護健康學院
國立臺中科技大學中護健康學院，簡稱中科大中護學院，是國立臺中科技大學民生校區及南屯校區的學院，前身為1955年創校的「臺灣省立臺中高級護理職業學校」。2011年12月1日，與國立臺中技術學院整併為國立臺中科技大學時，原臺中護專之原有科系改組為中護健康學院。

## 中護院史
1955年8月，成立「臺灣省立臺中高級護理職業學校」，招收三年制護理科學生。1956年，更名為「臺灣省立臺中高級護理助產職業學校」，增設助產科。1962年，三年制護理科改招收四年制護理助產合訓科。1990年，四年制護理助產合訓科改為三年制護理科。1997年6月，完成徵收第二校區土地（今國立臺中科技大學南屯校區，約8公頃）。2000年2月因臺灣省政府功能業務與組織調整政策，改隸為「國立臺中高級護理助產職業學校」。

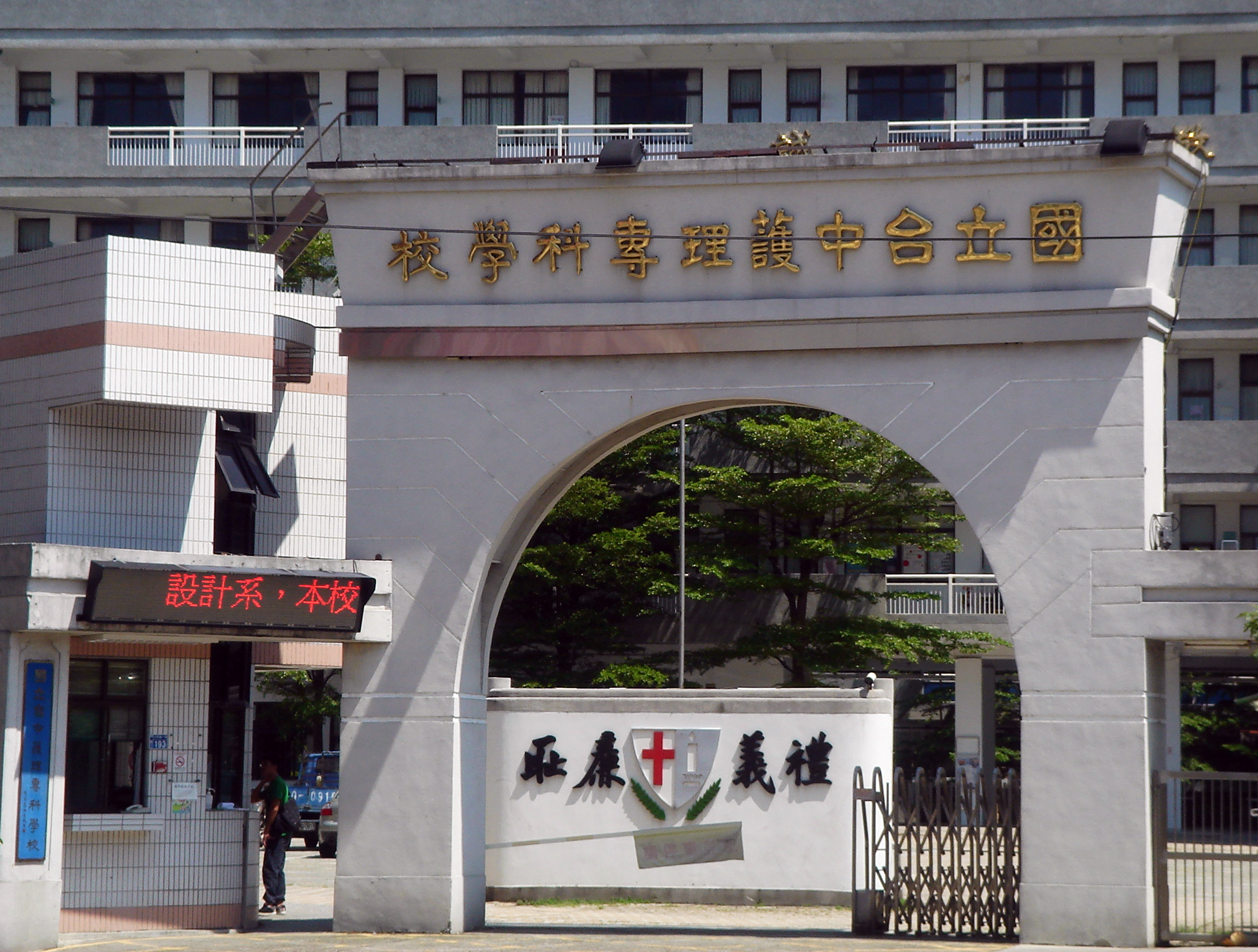
國立臺中護理專科學校

2000年8月，升格為「國立臺中護理專科學校」，每年招收護理科五專4班，二專2班。2001年8月，增設二專在職專班2班。2007年8月，二專日間部護理科停招。增設二專日間部美容科2班；二專夜間部護理科停招1班，改招二專夜間部美容科1班。2009年，增設老人服務事業管理科。
2011年12月，「國立臺中護理專科學校」與「國立臺中技術學院」合併為國立臺中科技大學，護理科、美容科、老人服務事業管理科原地組成「國立臺中科技大學中護健康學院」。2012年，增設二技部美容系、護理系、老人服務事業管理系。2013年，日間四技部增設美容系、老人服務事業管理系。2014年，日間四技部增設護理系。2017年，增設護理系碩士班。2020年，增設美容系碩士班。2021年10月，中科大南屯校區的中護學院組合大樓動工，預計2024年完工。

### 中護時期校長列表
| 任別 | 姓名   | 任期               | 備註     |
| ---- | ------ | ------------------ | -------- |
| 1    | 林淑珍 | 1955年－1964年     | 創校首任 |
| 2    | 桂萬鈞 | 1964年－1966年     |          |
| 3    | 酆够珍 | 1966年－1983年     |          |
| 4    | 陳若慧 | 1983年－2005年     |          |
| 5    | 周守民 | 2005年－2011年12月 | 末任     |

### 歷任院長
| 任別 | 姓名   | 任期                  | 備註     |
| ---- | ------ | --------------------- | -------- |
| 1    | 黃宜純 | 2011年12月--2015年7月 | 學院首任 |
| 2    | 陳筱瑀 | 2015年8月--2018年月   |          |
| 3    | 陳筱瑀 | 2018年月--2021年月    | 續任     |
| 4    | 盧冠霖 | 2021年月--2024年月    |          |
| 5    | 陳夏蓮 | 2024年月--            | 現任     |

## 實習醫院
中護護理科學生在畢業前都須到各醫療院所實習，而實習的醫療院所（括號內為可實習之科別）有：
- 臺中榮民總醫院（耳鼻喉科、腸胃科、兒科、病嬰室、安寧病房、腫瘤病房、手術室）
- 中國醫藥大學附設醫院（新陳代謝科、神經外科、腎臟內科）
- 彰化基督教醫院（產科、兒科）
- 衛生福利部臺中醫院（內科、外科、婦產科、小兒科、分娩室、嬰兒室、家醫科、護理之家）
- 澄清醫院中港院區（內科加護病房、手術室）
- 澄清醫院平等院區（內科、外科、產科、兒科）
- 財團法人仁愛綜合醫院（婦產科病房、小兒科病房、社區健康營造中心、居家護理所）
- 國軍臺中總醫院中清分院（精神科）
- 台安醫院（產科）
- 台中仁愛之家附設靜和醫院（婦產科、小兒科）
- 衛生福利部草屯療養院（精神科）
- 台中市東區、中西區、南屯區衛生所（公共衛生護理實習）
- 台中市東區、中西區、南區、北屯區四民衛生所（社區衛生護理實習）

## 學生社團
| - 護理系學會 - Sunny吉他社 - 慈青社 - ㄚ桔瑪春暉社 - 吉他社 - 籃球社 | - 英語會話社 - 管樂社 - MSLD熱舞社 - 動漫社 - 羽球社 - 日文社 | - 汎愛社 - 熱門音樂社 - KDN嘻哈研究社 - 電影欣賞社 - 佳音團契社 - H2O青輔社 | - 羽燕古箏社 - 縯紛巧手社 - 鳳儀社 - 啦啦隊社 等多個社團 |

## 交通
台中市公車
- 統聯客運：1
- 仁友客運：21
- 台中客運：26
- 彰化客運：99
- 全航客運：158

## 中護校友
- 徐佳瑩：創作歌手
- 李芷婷：創作歌手(休學)

## 外部連結
- 國立臺中科技大學中護健康學院（页面存档备份，存于）
- 國立臺中科技大學（页面存档备份，存于）